# Hvad med ensilagesaften
Hvad med ensilagesaften er en dansk dokumentarfilm fra 1962 instrueret af Per B. Holst efter eget manuskript.

## Handling
Propagandafilm rettet mod forureningen af de danske vandløb, specielt forårsaget ved manglende omtanke ved brug af ensilage.